# Alfred Ambs
 (octobre 2016).
Si vous disposez d'ouvrages ou d'articles de référence ou si vous connaissez des sites web de qualité traitant du thème abordé ici, merci de compléter l'article en donnant les références utiles à sa vérifiabilité et en les liant à la section « Notes et références ».
Alfred Ambs (né le 22 janvier 1923 à Gladbeck en province de Westphalie et décédé le 30 mars 2010 à Miesbach en Allemagne) était un as de l'aviation de la Luftwaffe durant la Seconde Guerre mondiale. Il est crédité de sept victoires aériennes à bord d'un avion de chasse Messerschmitt Me 262.

## Biographie
Alfred Ambs est né à Gladbeck en province de Westphalie le 22 janvier 1923. Il rejoint la Luftwaffe le 10 juillet 1942 durant la Seconde Guerre mondiale. Il est crédité de sept victoires aériennes en 75 missions de combat à bord d'un avion de chasse Messerschmitt Me 262. Il a effectué sa dernière mission de vol le 23 mars 1945.
Après la guerre, il travailla en tant qu'architecte à Miesbach en Allemagne où il décéda le 30 mars 2010.

## Annexe